# Michal Martikán
Michal Martikán (* 18. Mai 1979 in Liptovský Mikuláš, Tschechoslowakei) ist ein slowakischer Kanuslalomfahrer im Kanadier-Einer.
Michal Martikán gehört seit den Weltmeisterschaften 1995 in Nottingham, wo er die Bronzemedaille im Einzel wie auch im Team gewann, zur Weltspitze in seinem Sport. Den ersten WM-Titel gewann er 1997 in Três Coroas. Dort gewann er zudem Teamgold. Weitere Weltmeistertitel folgten 2002 in Bourg-Saint-Maurice, 2003 in Augsburg (erneutes Doppelgold) und 2007 in Foz do Iguaçu. Silber gewann er 2006 in Prag, Bronze 1999 in La Seu d’Urgell und 2005 in Penrith. Bei den Europameisterschaften 2008 in Krakau gewann er Gold mit der Mannschaft und im Einzel. Vielfach belegte er vordere Platzierungen in Weltcups. Er war derjenige Sportler, der als 16-Jähriger jüngster Gewinner eines Weltcups war.
Seine größten Erfolge feierte er bei Olympischen Spielen. Als gerade einmal 17-Jähriger gelang es ihm bei den Spielen von 1996 in Atlanta zum ersten Mal die Gold-Medaille zu gewinnen. Dies war zudem die erste Goldmedaille für die Slowakei nach der Aufteilung der Tschechoslowakei. 2000 in Sydney und 2004 in Athen gewann Martikán hinter dem Franzosen Tony Estanguet Silber. Bei den Spielen 2008 in Peking gewann er erneut Gold und 2012 in Peking errang er die Bronze-Medaille. Von der Anzahl der Medaillen her ist Martikán damit der erfolgreichste Slalomkanute in den Einzelwettbewerben der Olympischen Spiele. Von der Wertigkeit her liegt er jedoch hinter Estanguet, der mit dem Sieg in London 2012 sein drittes olympisches Gold gewann.